# 杨名时
杨名时（1661年—1736年），字宾实，号凝斋，江南江阴人。清朝政治人物。

## 生平
康熙三十年（1691年）辛未科三甲进士。深为李光地所器重，从之受经学。后授翰林院检讨。四十一年督顺天学政，寻迁侍读。康熙四十四年，任满，命河工效力。后因父母丧，而丁忧守制。五十一年，服除，候补。五十三年，直南书房，后充陕西考官，五十六年授直隶巡道。五十八年迁贵州布政使，五十九年擢云南巡抚。
雍正三年（1725年），擢兵部尚书，改授云贵总督，仍管巡抚事。四年，转吏部尚书，仍以总督管巡抚。后因事遭罪，宽免，留云南待后命。
清高宗即位，召诣京师。乾隆元年（1736年），赐礼部尚书衔，兼领国子监祭酒，兼直上书房、南书房。同年九月卒，追赠太子太傅，入贤良祠，赐谥文定。《清史稿》有傳。

## 延伸阅读
[在维基数据编辑]
 《清史稿·卷290》，出自趙爾巽《清史稿》